# Cyclobrachia
Cyclobrachia is een geslacht van borstelwormen uit de familie van de Siboglinidae.

## Soorten
- Cyclobrachia auriculata Ivanov, 1960